# Château de Monmouth
Le château de Monmouth est un château fort situé dans la ville du même nom, chef-lieu du Monmouthshire, au sud-est du pays de Galles. Il s'agit d'un monument classé Grade I.
Le château de Monmouth se trouve à proximité du centre de Monmouth sur une colline dominant la rivière Monnow, derrière les commerces, la place principale et les rues. Il s'agissait autrefois d'un important château frontalier et du lieu de naissance de Henri V d'Angleterre, il fut debout jusqu'à la Première Révolution anglaise, lorsqu'il fut endommagé et changea alors de mains trois fois avant d'être volontairement détruit pour empêcher une nouvelle fortification. À la suite d'un effondrement partiel en 1647, le site fut réutilisé et ce fut à cet endroit que l'on construisit le Great Castle House (en), qui devint le quartier général et le musée régimentaire du Royal Monmouthshire Royal Engineers (en).

## Ancien château frontalier normand
Immédiatement après la conquête normande, Guillaume le Conquérant installa trois de ses confidents les plus fiables, Hugues d'Avranches, Roger de Montgomerie, et Guillaume Fitz Osbern, en leur attribuant respectivement les titres de comte de Chester, Shrewsbury et Hereford. Les comtés servaient à protéger la frontière et procuraient des bases pour l'Invasion normande du pays de Galles. Au cours des quatre siècles suivants, les seigneurs normands établirent la plupart des petites Seigneuries appelées Marcher Lordships (en) entre la Dee et la Severn, et plus loin en direction de l'ouest. Des aventuriers militaires en provenance de Normandie et d'ailleurs arrivèrent au Pays de Galles et, après avoir attaqué une partie de ce pays, ils l'enrichir et accordèrent des terres à certains de leurs partisans.
Guillaume Fitz Osbern bâtit le château de Monmouth entre 1066 et 1069 en contrepartie d'un autre château important dont il était propriétaire, celui de Chepstow (en). Il était situé sur un terrain relativement élevé, donnant sur le confluent de la Monnow et de la rivière Wye. Il s'agissait initialement d'une forteresse en terre et en bois, inscrite dans le Domesday Book. À l'origine, le château de Monmouth était un château frontalier plutôt typique, situé dans les marches galloises, présidé par un Marcher lord (en) et dont le style et le statut étaient similaires à ceux des châteaux environnants, château de Grosmont, le château de Skenfrith, château Blanc et le château d'Abergavenny. De la pierre fut ajoutée au château en bois avant 1150. Sa tour partage quelques similitudes avec celle du château de Chepstow, une autre forteresse construite pour Fitz Osbern plus au sud, à l'extrémité inférieure de la rivière Wye.

## Expansion et utilisation ultérieure
Après avoir été brièvement détenu par Simon de Montfort, 6e comte de Leicester, le château de Monmouth passa en 1267 dans les mains d'Edmond de Lancastre dit "le Bossu", comte de Lancastre et fils de Henri III. Il réaménagea le château, construisant la grande salle, et le choisit comme résidence principale lorsqu'il se rendait dans la région. Il fut aussi amélioré par Henry de Grosmont, 1er duc de Lancastre. Pendant cette période, de grandes fenêtres décorées furent installées dans la partie supérieure de la grande tour (Great Tower) qui fut également dotée d'un nouveau toit. Alors que la ville autour du château se développait, les moyens de défense du château se renforcèrent avec l'ajout de remparts et d'un pont fortifié, construits à la fin du XIIIe siècle.
Édouard II fut brièvement fait prisonnier dans le château avant d'être transféré au château de Berkeley où il mourut. Le château était la résidence favorite de Henri Bolingbroke, qui devint plus tard le roi Henri IV. Ce fut en ce lieu que, en 1387, le futur roi Henri V d'Angleterre naquit, issu du premier mariage de Bolingbroke avec Marie de Bohun.
La crise et le conflit au Pays de Galles au cours des dix années de la rébellion d'Owain Glyndŵr n'eurent aucune incidence directe sur le château de Monmouth puisqu'il s'agissait d'une forteresse de la région et des objectifs moindres se présentaient plus facilement à ce qui était essentiellement une armée de guérilla.
Cependant, d'autres villes, établissements et châteaux de la région furent directement attaqués, les châteaux de Grosmont et d'Abergavenny étant rasés, et ceux de Crickhowell et de Newport (en) attaqués avec succès.

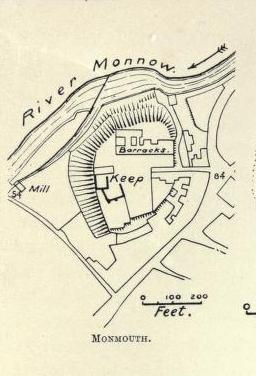
Plan du château tel qu'il apparaissait en 1904.

Au cours des siècles, alors que sa fonction défensive diminuait, la cour extérieure du château fut de plus en plus utilisée comme place de marché qui fut connue plus tard (et aujourd'hui) sous le nom d'Agincourt Square. Au XVIe siècle, lorsque Monmouth devint le chef-lieu du tout nouveau comté de Monmouth, les Assizes du comté commencèrent à avoir lieu dans la grande salle (Great Hall) du château.

## Première Révolution anglaise
Dans le tumulte de la Première Révolution anglaise, le château de Monmouth changea trois fois de mains, pour finalement tomber dans celles des Parliamentarians en 1645. Lorsqu'Oliver Cromwell s'y rendit en 1646, il ordonna sa démolition afin d'empêcher sa réutilisation militaire.
La tour ronde fut attaquée le 30 mars 1647 et s'écroula par la suite.
Great Castle House (en) fut construit en 1673, sur le site même de l'ancienne tour ronde, par Henry Somerset, 1er duc de Beaufort. Il s'agit d'un monument classé Grade I, et a été décrit comme « une maison d'un chic splendide à l'extérieur et à l'intérieur ». Il fut plus tard utilisé pour les Assizes, jusqu'à leur transfert dans le nouveau Shire Hall en 1725.

## Aujourd'hui

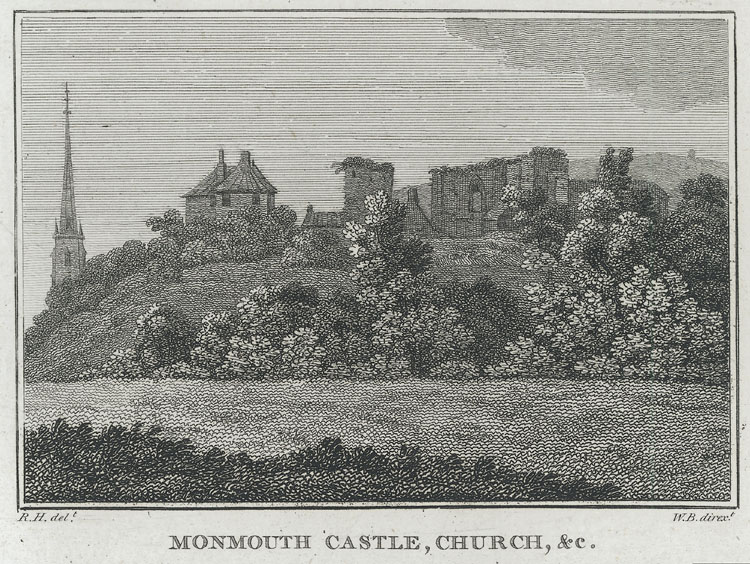
Château de Monmouth et Prieuré de St Marie, impression en noir et blanc sur la gravure, 1800

Seuls des fragments du château, dont la grande tour (Great Tower), la grande salle, et des morceaux de murs, restent au dessus du sol, et c'est sur ce site que Castle House et Great House ont été construits. En 1875, la milice Royal Monmouthshire Royal Engineers (en), le régiment principal de la Territorial Army aujourd'hui, en fit son quartier général et il le reste. Il est l'un des rares châteaux britanniques à être constamment occupé par des militaires.
Le musée du Royal Monmouthshire Royal Engineers est situé dans les écuries, attenant à Great Castle House. Il contient des expositions relatives à l'histoire du régiment de 1539 à nos jours.

## Galerie

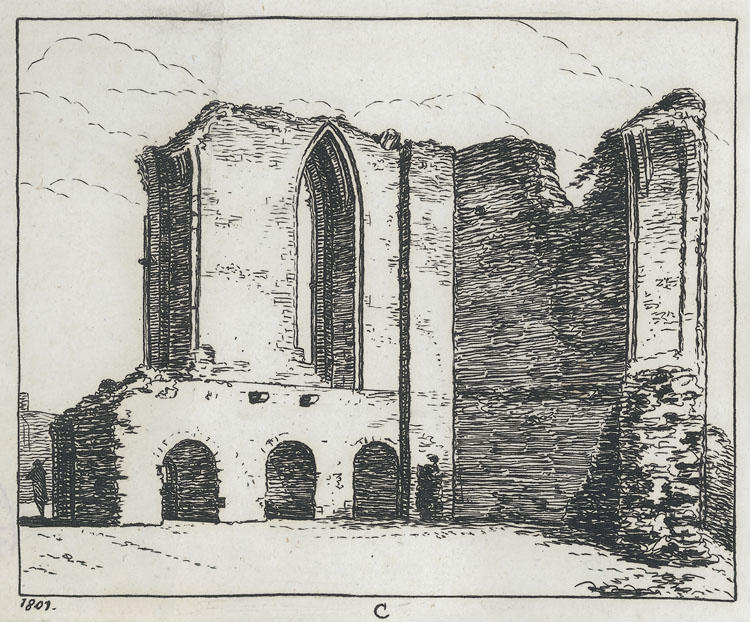
Plan architectural du château de Monmouth, impression en noir et blanc sur la gravure, 1801
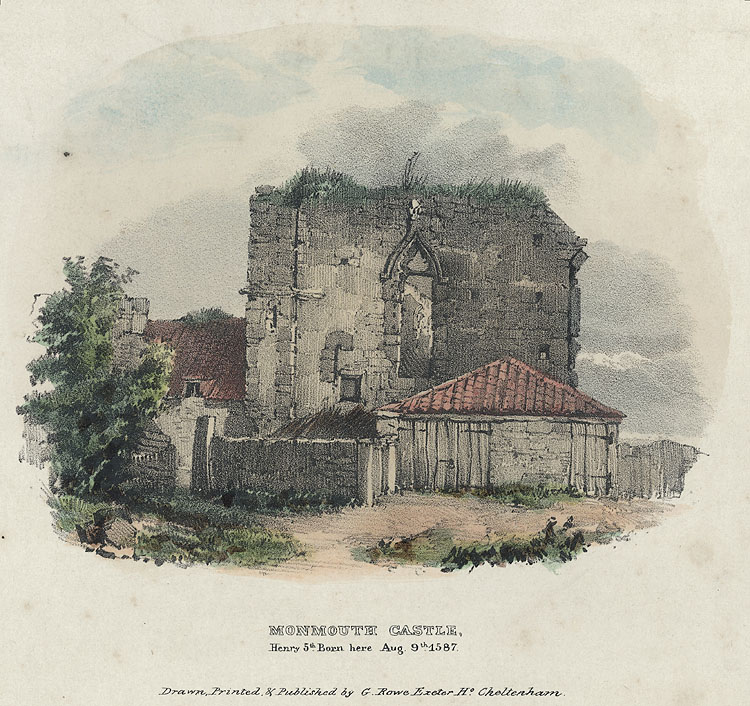
Première lithographie de George Row
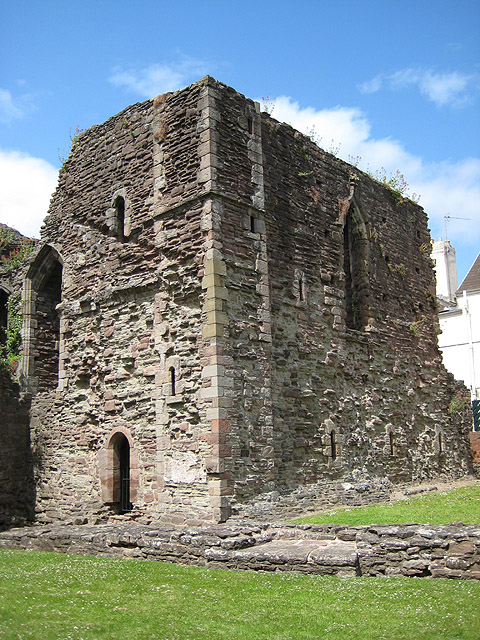
Ruines de la grande tour (Great Tower)
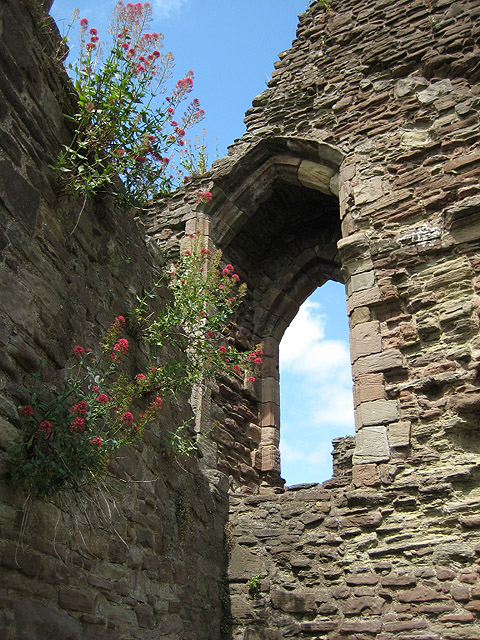
Fenêtre médiévale dans les ruines de la grande tour
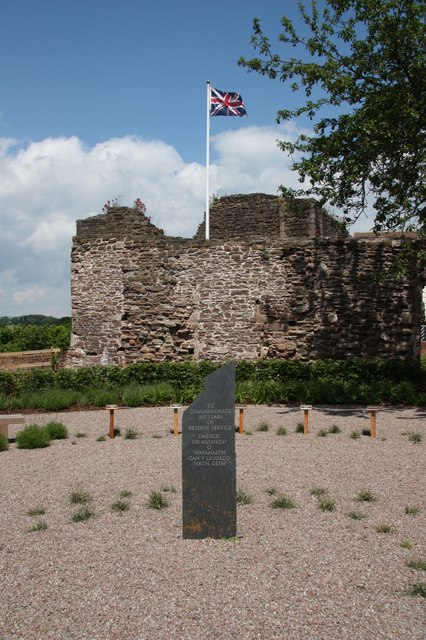
Services de réserve Memorial Garden
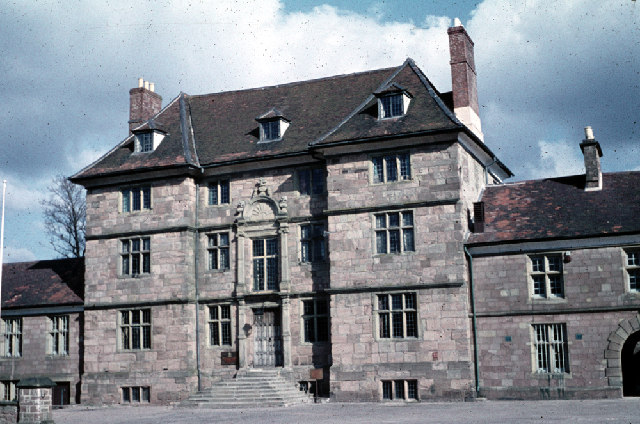
Great Castle House (en 1959)

## Source de la traduction
- (en) Cet article est partiellement ou en totalité issu de l’article de Wikipédia en anglais intitulé « Monmouth Castle » (voir la liste des auteurs).